# Veronica agrestis
Espèce
Classification phylogénétique
La Véronique agreste ou Véronique rustique (Veronica agrestis) est une plante herbacée de la famille des Scrofulariacées selon la classification classique de Cronquist (1981), des Plantaginacées selon la classification phylogénétique.

## Description

### Caractéristiques
- Organes reproducteurs
  - Couleur dominante des fleurs : bleu, blanc
  - Période de floraison : avril-novembre
  - Inflorescence : fleur solitaire latérale
  - Sexualité : hermaphrodite
  - Ordre de maturation : homogame
  - Pollinisation : entomogame, autogame
- Graine
  - Fruit : capsule
  - Dissémination : myrmécochore
- Habitat et répartition
  - Habitat type : annuelles commensales des cultures sarclées basophiles, médioeuropéennes, mésothermes
  - Aire de répartition : européen méridional

Données d'après : Julve, Ph., 1998 ff. - Baseflor. Index botanique, écologique et chorologique de la flore de France. Version : 23 avril 2004.